# Pas son genre
Pour plus de détails, voir Fiche technique et Distribution.
Pas son genre est une comédie romantique franco-belge réalisée par Lucas Belvaux et sortie en 2014.
Il s'agit de l'adaptation du roman éponyme de Philippe Vilain, publié en 2011.

## Synopsis
Clément, professeur de philosophie et essayiste, est nommé dans un lycée à Arras. Mais hors du Quartier latin point de salut et il considère cet exil imposé comme un purgatoire. Il rencontre Jennifer, jeune mère célibataire qui travaille dans un salon de coiffure. Son métier lui tient à cœur comme ses copines avec qui elle participe à des concours de karaoké.
Clément descend à l’hôtel pendant ses trois jours de cours à Arras, retournant à Paris dès qu’il le peut. Célibataire peu enclin à s’investir dans une relation, il entreprend une liaison amoureuse avec Jennifer. Clément est un philosophe froid qui a théorisé l'amour et sur lequel les sentiments semblent n’avoir pas de prise. Jennifer est une blonde coiffeuse pimpante, fan de magazines people et de karaoké. Malgré leurs différences de milieu social, ils éprouvent une attirance réciproque, chacun découvrant l’univers de l’autre, l’un lisant à haute voix Kant, l’autre l’emmenant voir des films avec Jennifer Aniston et danser en discothèque.
L'une est plus fine qu'elle veut bien le paraître et l'autre pas si insensible qu'il le croit. Mais si Clément est un grand théoricien de la relation amoureuse, c'est l'orgueilleuse Jennifer qui, en pratique, décidera de l'avenir de leur amour.

## Fiche technique
Sauf indication contraire, les informations mentionnées dans cette section peuvent être confirmées par la base de données cinématographiques IMDb,  présente dans la section « Liens externes ».
- Titre : Pas son genre
- Réalisation : Lucas Belvaux
- Scénario : Lucas Belvaux d'après le roman éponyme de Philippe Vilain
- Photographie : Pierric Gantelmi d'Ille
- Montage : Ludo Troch
- Musique : Frédéric Vercheval
- Producteur : Patrick Quinet et Patrick Sobelman
- Coproductrice : Arlette Zylberberg
- Production : Agat Films & Cie, Artémis Production, France 3 Cinéma, RTBF et Belgacom, en association avec les SOFICA Cinémage 8 et SofiTVciné 1
- Distribution : Diaphana Distribution et Films Distribution
- Pays de production :  France,  Belgique
- Genre : comédie romantique
- Durée : 111 minutes
- Dates de sortie :
  - France : 30 avril 2014
  - Belgique : 7 mai 2014

## Distribution
- Émilie Dequenne : Jennifer
- Loïc Corbery : Clément
- Sandra Nkaké : Cathy
- Charlotte Talpaert : Nolwenn
- Anne Coesens : Hélène Pasquier-Legrand
- Daniela Bisconti : Mme Bortolin
- Didier Sandre : le père de Clément
- Martine Chevallier : la mère de Clément
- Annelise Hesme : Isabelle
- Amira Casar : Marie
- Florian Thiriet : Johan Bortolin
- Philippe Le Guay : le modérateur
- Philippe Vilain : Philippe
- Manuel Carcassonne : l'homme de la cinémathèque
- Jacky Detaille : le chanteur de karaoké
- Tiffany Coulombel : la baby-sitter

## Production

### Lieux de tournage
- Hauts-de-France :

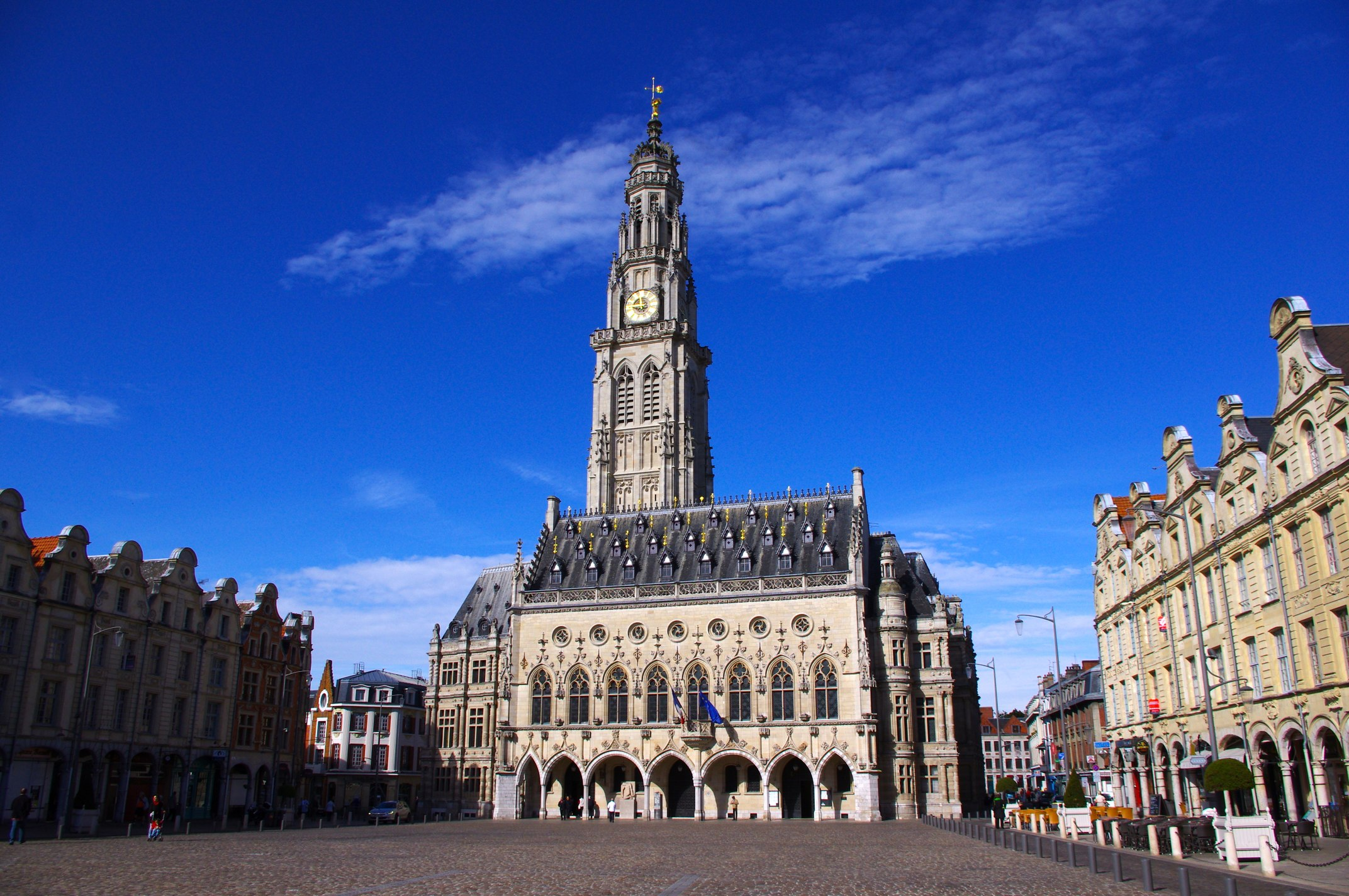
La place des Héros d'Arras, l'un des lieux de tournage du film.

  - Arras : la grande majorité des scènes de sorties du couple ont été tournées sur les deux places principales du centre historique : la Grand'Place et la place des Héros. Le cinéma où ils se donnent rendez-vous est d'ailleurs le Cinémovida situé sur la Grand'Place ; le pub est l'Irish Pub de la place des Héros, au pied du beffroi. L'hôtel où loge Clément est l'hôtel de l'Univers, 5 place de la Croix Rouge, de la chaîne Najetis, qui contrairement à ce que laisse voir le film, ne donne pas sur les Grandes Places d'Arras. La scène où il mange son kebab est la place de la gare d'Arras, face à l'hôtel d'Angleterre. Le lycée où Clément enseigne la philosophie est le Lycée Robespierre, situé à l'angle du boulevard Crespel et de l'avenue des Fusillés, et ce, quelles que soient les scènes : couloirs, salles de classe ou façade principale du lycée en début de film.
  - Cassel : le carnaval avec ses géants, ses grosses têtes, et le panorama. Il s'agit sûrement ici du carnaval du lundi de Pâques, le plus populaire, en avril, avec la famille des Reuze et les géants. Mais il y a aussi un carnaval d'hiver, le dimanche avant le Mardi-Gras, en février.
- Paris : le café-restaurant Les Deux Magots, à Saint-Germain-des-Prés.

## Bande originale
- You Can't Hurry Love.
- Karésé mwen - Marijosé Alie.
- I Will Survive.
- C'était une histoire d'amour.

Liste des musiques additionnelles non référencées par l'IMDb : (source : générique)
- Der gute Kamerad - air traditionnel allemand
- P'tit Quinquin
- Les gars du Nord et du Pas-de-Calais
- J'ai un problème
- Le Boudin
- La Maritza - Sylvie Vartan
- Live Is Life - Opus
- J'ai encore rêvé d'elle - Il était une fois
- C'est ça la France - Catherine Desage
- Celtic Roots - Chris Lancry
- Toc, toc, toc - Sandra Nkaké
- Shannon Reel - Daniel Darras et Youenn Le Berre
- Steeple Jack - Seth Lakeman
- Forgiven' - Mark Bell
- Celebration Suite - Airto Moreira
- In the Pub - Frankie Hepburn & Austin Ince
- One Step Till Tomorrow - Laurie Burgess

## Récompenses et distinctions

### Récompenses
- Festival du film de Cabourg 2014 : Swann d’or du meilleur film, de la meilleure actrice et du meilleur acteur
- Magritte 2015 : 
  - Meilleur scénario original ou adaptation
  - Meilleure actrice
  - Meilleur son

### Nominations et sélections
- Festival international du film de Toronto 2014 : sélection « Contemporary World Cinema »
- César 2015 : 
  - Meilleure actrice pour Émilie Dequenne
  - Meilleure adaptation

## À noter
- Une affiche du long métrage Sept psychopathes est visible dans une courte scène du film.
- L'intrigue de Pas son genre rappelle celle de La Dentellière, film de Claude Goretta tiré du roman éponyme de Pascal Lainé. Dans les deux cas, une jeune ouvrière (coiffeuse chez Ph. Vilain, shampouineuse chez P. Lainé) tombe amoureuse d'un intellectuel (prof de philo chez Vilain, chartiste chez Lainé). La dentelière tombe enceinte de son amant-professeur, tandis que l'héroïne de Ph. Vilain a déjà un enfant. Cette relation tourne mal dans les deux cas, le sentiment ne pouvant suffire à combler la différence de culture entre les membres du couple. Chez Ph. Vilain, la coiffeuse s'en va, alors que dans le roman de Lainé et dans le film de Goretta la dentellière échoue en hôpital psychiatrique.